# Mulberry Grove (Illinois)
Mulberry Grove – wioska w USA, w stanie Illinois, w hrabstwie Bond. Według spisu z 2000 roku wioskę zamieszkuje 671 osób.

## Geografia
Wioska zajmuje powierzchnię 2,6 km², 0,03 km² (1%) stanowi woda.

## Demografia
Według spisu z 2000 roku wioskę zamieszkuje 671 osób skupionych w 286 gospodarstwach domowych, tworzących 185 rodzin. Gęstość zaludnienia wynosi 261,7 osoby/km². W wiosce znajdują się 311 budynki mieszkalne, a ich gęstość występowania wynosi 121,3 mieszkania/km². Wioskę zamieszkuje 96,57% ludności białej, 1,94% ludności stanowią Afroamerykanie, 0,3% stanowią rdzenni Amerykanie, 0,3% stanowią mieszkańcy Pacyfiku, 0,89% ludności wywodzącej się z dwóch lub więcej ras. Hiszpanie i Latynosi stanowią 0,45% populacji.
W wiosce są 286 gospodarstwa domowe, w których 33,6% stanowią dzieci poniżej 18 roku życia żyjących z rodzicami, 47,2% stanowią małżeństwa, 12,9% stanowią kobiety nie posiadające męża oraz 35% stanowią osoby samotne. 29,4% wszystkich gospodarstw domowych składa się z jednej osoby oraz 17,5% żyjących samotnie ma powyżej 65 roku życia. Średnia wielkość gospodarstwa domowego wynosi 2,35 osoby, natomiast rodziny 2,85 osoby. 
Przedział wiekowy kształtuje się następująco: 28,2% stanowią osoby poniżej 18 roku życia, 5,5% stanowią osoby pomiędzy 18 a 24 rokiem życia, 26,2% stanowią osoby pomiędzy 25 a 44 rokiem życia, 21,3% stanowią osoby pomiędzy 45 a 64 rokiem życia oraz 18,8% stanowią osoby powyżej 65 roku życia.   Średni wiek wynosi 36 lat. Na każde 100 kobiet przypada 90,1 mężczyzn. Na każde 100 kobiet powyżej 18 roku życia przypada 92 mężczyzn.
Średni dochód dla gospodarstwa domowego wynosi 31 094 dolarów, a dla rodziny wynosi 40 441 dolarów. Dochody mężczyzn wynoszą średnio 27 857 dolarów, a kobiet 20 577 dolarów. Średni dochód na osobę w mieście wynosi 15 105 dolarów. Około 11,1% rodzin i 14,8% populacji miasta żyje poniżej minimum socjalnego, z czego 18,5% jest poniżej 18 roku życia i 16,9% powyżej 65 roku życia.